# Cornol
Cornol (/kɔʀnɔl/) est une commune suisse du canton du Jura, située dans le district de Porrentruy.

## Géographie

Photo aérienne (1950).

La commune est localisée entre Delémont et Porrentruy, à la sortie du col des Rangiers.
Le territoire de Cornol s'étend sur 10,44 km2. Lors du relevé de 2013-2018, les surfaces d'habitations et d'infrastructures représentaient 8,3 % de sa superficie, les surfaces agricoles 56,3 %, les surfaces boisées 34,7 % et les surfaces improductives 0,9 %.

## Toponymie
Le nom de la commune, qui se prononce /kɔʀnɔl/, dérive du substantif roman corte, lequel désigne un domaine agricole ou un hameau et remonte lui-même au latin cohorte, et d'un nom de personne germanique comme Gundoldus ou Gondoltu.
Sa première occurrence écrite date de 1136, sous la forme de Coronoto.
L'ancien nom allemand de la commune est Gundelsdorf.

## Histoire
Des traces d'occupation humaine depuis le Néolithique jusqu'au XVIIe siècle ont été trouvés au Mont-Terri ainsi que des vestiges du Bronze final dans une petite grotte et un site de la même époque non fouillé.
L'abbaye de Lucelle possédait à Cornol une colonge avec dîme (1136), le chapitre de Saint-Ursanne les dîmes et l'église de Saint-Julien (1139). En 1271 Cornol appartint aux Ferrette et en 1386, aux Montbéliard et finalement à l'évêque de Bâle dès 1461. À la fin du XIIIe siècle, le village était rattaché à l'avouerie d'Ajoie. Sous l'Ancien Régime, Cornol fut du ressort de la grande mairie d'Alle. Il fit partie des départements français du Mont-Terrible en 1793 puis du Haut-Rhin en 1800. Il fit ensuite partie du bailliage, puis district bernois, de Porrentruy de 1815 à 1979 .
La commune reçoit le statut de commune mixte dès 1836 .
La paroisse releva jusqu'en 1779 du diocèse de Besançon, puis de celui de Bâle. De la première église paroissiale Saint-Julien (Saint-Gilles après la guerre de Trente Ans), il reste une chapelle, rebâtie en 1701, avec un sarcophage d'époque indéterminée. La chapelle Saint-Vincent (mentionnée dès 1147) fut reconstruite en 1785-1786 et devint paroissiale. Les XVIIIe siècle et XIXe siècle annoncent le début de l'industrialisation (faïence, horlogerie) dont ne subsistent au XXe siècle que quelques ateliers .

## Population et société

### Surnom
Les habitants de la commune sont surnommés les Courbe-Dos ou  Corbedôs en patois ajoulot.

### Démographie

#### Évolution de la population
Cornol compte 1 018 habitants au 31 décembre 2022 pour une densité de population de 98 hab/km2. Sur la période 2010-2019, sa population a augmenté de 14,1 % (canton : 5,1 % ; Suisse : 9,4 %).  

#### Pyramide des âges
En 2020, le taux de personnes de moins de 30 ans s'élève à 32,9 %, similaire à la valeur cantonale (33 %). Le taux de personnes de plus de 60 ans est quant à lui de 24,4 %, alors qu'il est de 28,1 % au niveau cantonal.
La même année, la commune compte 520 hommes pour 508 femmes, soit un taux de 50,6 % d'hommes, supérieur à celui du canton (49,5 %).
| Hommes | Classe d’âge | Femmes |
| ------ | ------------ | ------ |
| 0,8    | 90 ans ou +  | 3,1    |
| 7,3    | 75 à 89 ans  | 8,7    |
| 14,4   | 60 à 74 ans  | 14,4   |
| 22,9   | 45 à 59 ans  | 23,2   |
| 20,8   | 30 à 44 ans  | 18,7   |
| 18,5   | 15 à 29 ans  | 16,1   |
| 15,4   | - de 14 ans  | 15,7   |

| Hommes | Classe d’âge | Femmes |
| ------ | ------------ | ------ |
| 0,7    | 90 ans ou +  | 1,7    |
| 7,8    | 75 à 89 ans  | 10,1   |
| 17,7   | 60 à 74 ans  | 18,1   |
| 21,1   | 45 à 59 ans  | 21,4   |
| 18,1   | 30 à 44 ans  | 17,3   |
| 18,9   | 15 à 29 ans  | 16,9   |
| 15,7   | - de 14 ans  | 14,5   |

## Monuments
L'église catholique contient des vitraux de Roger Bissière datant de 1958.